# Teoria di Ginzburg-Landau
La teoria di Ginzburg–Landau è una spiegazione fenomenologica dei superconduttori del I tipo. La teoria nella sua forma iniziale non si preoccupa degli aspetti microscopici.  Si deve a Gor'kov una versione successiva della teoria che collega l'interpretazione data dalla teoria BCS con la teoria di Ginzburg–Landau.

## Introduzione
Si deve a Landau una teoria generale sulle transizioni di fase del II ordine. Ginzburg e Landau, a partire da tale teoria, dedussero che l'energia libera F di un superconduttore, vicino alla temperatura di transizione, si potesse esprimere come una funzione di parametro d'ordine complesso, ψ, che è diverso da zero nello stato superconduttore ed è in qualche maniera funzione della densità dello stato superconduttore. Nell'articolo originale non viene data nessuna interpretazione fisica al parametro d'ordine. Se |ψ| è piccolo e anche i suoi gradienti sono piccoli si può usare un approccio di campo medio:
{\displaystyle F=F_{n}+\alpha |\psi |^{2}+{\frac {\beta }{2}}|\psi |^{4}+{\frac {1}{2m}}\left|\left(-i\hbar \nabla -2e\mathbf {A} \right)\psi \right|^{2}+{\frac {|\mathbf {B} |^{2}}{2\mu _{0}}}}
Dove Fn è l'energia libera della fase normale, α e β sono dei parametri fenomenologici, m è la massa effettiva,  e è la carica dell'elettrone, A  è il potenziale vettore, e  {\displaystyle \mathbf {B} =\nabla \times \mathbf {A} } è il campo di induzione magnetica.
L'equazione di Ginzburg–Landau si ottiene minimizzando l'energia libera rispetto a variazioni del parametro d'ordine e del potenziale vettore:
{\displaystyle \alpha \psi +\beta |\psi |^{2}\psi +{\frac {1}{2m}}\left(-i\hbar \nabla -2e\mathbf {A} \right)^{2}\psi =0}
{\displaystyle \nabla \times \mathbf {B} =\mu _{0}\mathbf {j} \;\;;\;\;\mathbf {j} ={\frac {2e}{m}}\mathrm {Re} \left\{\psi ^{*}\left(-i\hbar \nabla -2e\mathbf {A} \right)\psi \right\}}
Dove j è la densità di corrente senza dissipazione e con Re si intende la parte reale. La prima equazione ha qualche somiglianza con l'Equazione di Schrödinger indipendente dal tempo, ma a differenza di tale equazione ha un termine non lineare (è un caso particolare di equazione di Schrödinger non lineare). La seconda equazione descrive la corrente superconduttrice.

## Interpretazione semplificata
Si consideri un superconduttore omogeneo dove non vi sia nessuna supercorrente circolante, in questo caso l'equazione per ψ si semplifica in:
{\displaystyle \alpha \psi +\beta |\psi |^{2}\psi =0.\,}
Questa equazione ha come soluzione banale:  ψ = 0. Questa soluzione corrisponde allo stato normale al di sopra della temperatura critica T>Tc.
Al di sotto della temperatura critica, l'equazione di sopra ha una soluzione non banale (cioè con ψ≠ 0):
{\displaystyle |\psi |^{2}=-{\frac {\alpha }{\beta }}.}
Quando il lato di destra di questa equazione è positivo, esiste una soluzione non nulla per ψ (ricordando che il modulo di un numero complesso può essere positivo o nullo). Per avere una tale condizione occorre che sia α:
{\displaystyle \alpha =\alpha _{0}(T-T_{c}).}
- Sopra la temperatura di transizione, T > Tc, la funzione -α(T) / β è negativa,  quindi l'unica soluzione possibile della equazione di Ginsburg-Landau è ψ = 0.
- Sotto la transizione,  T < Tc,  il termine di destra è complessivamente positivo e vi è una soluzione non banale della equazione:

{\displaystyle |\psi |^{2}=-{\frac {\alpha _{0}(T-T_{c})}{\beta }},}
Cioè ψ, il parametro d'ordine, tende a zero come T si avvicina a  Tc dal basso. Tale comportamento è tipico delle transizioni di fase del II ordine.
Nella teoria di Ginzburg–Landau gli elettroni che contribuiscono alla superconduttività formano superfluido
. In questa interpretazione, |ψ|2, indica la parte di elettroni che hanno formato la fase condensata di superfluido.

## Lunghezza di coerenza e lunghezza di penetrazione
L'equazione di Ginzburg–Landau predice due nuove lunghezze caratteristiche in un superconduttore che sono dette lunghezze di coerenza, ξ. Che per T > Tc (normal phase), è data da:
{\displaystyle \xi ={\sqrt {\frac {\hbar ^{2}}{2m|\alpha |}}}.}
Mentre per  T < Tc (stato superconduttore), ha maggiore importanza ed è data da:
{\displaystyle \xi ={\sqrt {\frac {\hbar ^{2}}{4m|\alpha |}}}.}
Tale lunghezza è importante quando il sistema viene perturbato dallo stato di equilibrio, la perturbazione si attenua esponenzialmente con la distanza con la lunghezza di coerenza.
La seconda lunghezza caratteristica è la lunghezza di penetrazione, λ, che era stata già introdotta da London, nei termini dei parametri di Ginzburg–Landau è pari a:
{\displaystyle \lambda ={\sqrt {\frac {m}{4\mu _{0}e^{2}\psi _{0}^{2}}}},}
dove ψ0 è il valore di equilibrio del parametro d'ordine in assenza di campo elettromagnetico. La lunghezza di penetrazione descrive la scala spaziale di diminuzione esponenziale del campo magnetico all'interno di un superconduttore.
Il rapporto κ = λ/ξ è attualmente conosciuto come parametro di Ginzburg-Landau anche se l'idea originale è del solo Landau. Landau ha infatti proposto che i
superconduttori del I tipo sono quelli con 0 < κ < 1/√2, e quelli del II tipo quelli per cui κ > 1/√2.
È interessante notare come il decadimento esponenziale del campo magnetico all'interno dei superconduttori sia equivalente al meccanismo di Higgs della fisica delle alte energie.

## Fluttuazione nel modello di Ginzburg–Landau
Se si considerano le fluttuazione per superconduttori del I tipo la transizione è del primo ordine cioè con un calore latente. Mentre per i superconduttori del II tipo la transizione di fase dallo stato normale è del secondo ordine

## Due tipi di superconduttori
Nell'articolo originale di Ginzburg e Landau si trova che sono possibili due tipi di superconduttori in funzione dell'energia all'interfaccia tra lo stato normale e quello superconduttore. L'effetto Meissner sparisce quando il campo è troppo grande. I superconduttori si dividono in due categorie a seconda di come avviene questa transizione, nei superconduttori del I tipo la superconduttività è distrutta totalmente al di sopra di un campo critico indicato con  Hc. A seconda della geometria del campione, si può ottenere quello che è chiamato stato intermedio: che rassomigliano a un disegno barocco con regioni di metallo normale (quindi attraversate da un campo magnetico) mescolate con regioni superconduttrici senza campo magnetico. Nei superconduttori II tipo, quando si supera un valore critico del campo Hc1 il sistema entra in un diverso stato misto (conosciuto come stato di vortici) in cui il campo magnetico penetra in zone molte limitate (tubi di flusso) e il sistema continua ad avere resistenza elettrica nulla fino a quando la corrente non è troppo intensa. Solo quando il campo supera il valore Hc2 la superconduttività è distrutta. Lo stato misto è causato da vortici nel superfluido elettronico, detti flussoni, in quanto il flusso magnetico di questi vortici è quantizzato. La maggior parte degli elementi allo stato puro eccetto il niobio e nanotubi di carbonio sono superconduttori del I tipo, mentre la maggior parte delle leghe e dei composti sono superconduttori del II tipo.
La più importante derivazione della teoria di Ginsburg-Landau è dovuta ad Abrikosov che nel 1957 utilizzando tale teoria ha spiegato i risultati sperimentali su leghe e film sottili. In particolare ha trovato che nei superconduttori del II tipi in campo magnetico intensi, il campo magnetico penetra sotto forma di tubi di flusso quantizzato che si dispongono su un reticolo triangolare che vengono detti flussoni di Abrikosov.